# Красноставцы (Хмельницкая область)
Красноставцы (укр. Красноставці) — село в Чемеровецком районе Хмельницкой области Украины.
Население по переписи 2024 года составляло 800 человек. Почтовый индекс — 31666. Телефонный код — 3859. Занимает площадь 2,66 км². Код КОАТУУ — 6825284701.

## Местный совет
31666, Хмельницкая обл., Чемеровецкий р-н, с. Красноставцы, ул. Ленина, 17